# Buchen (Kimratshofen)
Buchen ist ein Gemeindeteil der Marktgemeinde Altusried im Landkreis Oberallgäu im bayerischen Regierungsbezirk Schwaben.
Der Weiler liegt auf der Gemarkung Kimratshofen an der Kreisstraße OA 14.
Im Markt Altusried gibt es einen weiteren Gemeindeteil gleichen Names auf der Gemarkung Altusried.